# Kevin McBride (pugile)
Kevin Martin McBride (Clones, 10 maggio 1973) è un ex pugile irlandese.
Soprannominato "The Clones Colossus", è noto a livello mondiale per aver sconfitto Mike Tyson tramite KO tecnico nel giugno 2005, in ciò che fu l'ultimo incontro in carriera dello statunitense. A livello dilettantistico ha rappresentato l'Irlanda ai Giochi olimpici di Barcellona 1992.

## Carriera professionale
McBride compì il suo debutto da professionista il 17 dicembre 1992, pareggiando con il britannico Gary Charlton al termine di sei riprese.
Dopo aver accumulato un record di trentadue vittorie e quattro sconfitte, l'11 giugno 2005 venne scelto come avversario del trentottenne Mike Tyson, oramai in fase calante e oppresso dai debiti. In un match dal finale rocambolesco e dai risvolti quasi drammatici, l'irlandese uscì vittorioso a seguito del forfeit di Tyson allo scadere del sesto round. Durante il match McBride fu scosso più volte dai potenti ganci e colpi al corpo dell'avversario. Tyson sfoggiò molteplici colpi di buon livello ma l'irlandese alla lunga seppe esibire una maggiore freschezza fisica tanto da mettere in seria difficoltà l'ex campione del mondo negli istanti precedenti al suo ritiro.
La vittoria su Tyson contribuì a lanciare il nome dell'irlandese a livello mondiale ma il pugile di Clones non fu in grado di mantenersi su alti livelli, arrivando a perdere sei dei successivi otto match tra il 2006 e il 2011: si ricordano pesanti sconfitte contro i polacchi Gołota, Adamek e Wach, due delle quali prima del limite. Successivamente McBride non prese più parte a nessun incontro, senza mai annunciare ufficialmente un ritiro.